# 胡安德拉科薩世界地圖
胡安·德拉科薩地圖（英語：Map of Juan de la Cosa）是已知最早描繪新大陸的世界地圖，也首次加入赤道和北回歸線的航海圖，繪製時間可能落在1500年，出自卡斯蒂利亞航海家和製圖師胡安·德拉科薩之手。
胡安德拉科薩地圖是一份世界航海圖手稿，繪製在兩張與帆布墊縫合的相連羊皮紙上。高96公分，寬183公分。在地圖的西邊有一個以西班牙文書寫的圖例，翻譯為「胡安·德拉科薩於1500年在聖瑪麗亞港製作了這幅（地圖）」。整體風格接近當年其它的地中海地圖，尤其與當時重要的地圖製作中心「馬略卡島」製作的地圖十分相似。
這張地圖由兩張不同的航海圖組成，一張涵蓋了舊大陸和大西洋，最西邊是亞速群島，另一張則用來表示新大陸。新大陸被染成綠色，舊大陸則未染色。舊大陸地圖只收錄1488年以前的發現，而新大陸的資料則是收錄到1500年。這兩張地圖的比例不同，新大陸的比例比舊大陸還大。這張地圖也是已知最早在航海圖上描繪赤道和北回歸線的地圖。
這張地圖對歐洲、非洲和亞洲的描繪並不引人注目。歐洲和地中海的輪廓無疑是模仿當年泛用的波多蘭海圖。非洲西部和南部的海岸展示了葡萄牙最新探勘的知識，但東部海岸嚴重扭曲。亞洲和印度洋反映了托勒密製圖傳統。 
雖然舊大陸的部分並不特別，但加入新大陸是地圖學上的重要里程碑。科薩地圖是現存最早的美洲地圖，也是已知的唯一由參與哥倫布首航的見證者繪製的地圖作品，科薩參加了1496年阿隆索·德·奧赫達沿南美洲海岸航行的航行。此外，他還參考了喬瓦尼·卡博托 、比森特·平松和佩德羅·阿爾瓦雷斯·卡布拉爾的探勘資料。地圖上也在各個地點繪製了相應的國旗，用來表彰發現者的貢獻。

北美洲被描繪成一片延伸到北大西洋的陸地，而南美洲則看似一個大陸，但兩者的繪製方式都可以表示成亞洲的延伸，而非全新的大陸。古巴、伊斯帕尼奧拉和波多黎各等加勒比島嶼的描繪具有一定的準確性，尤其是古巴，被正確地繪製為一座島嶼，與哥倫布所說的古巴是亞洲的半島不相符，而古巴第一次繞島航行的記錄是在1508年。
在中美洲地區畫了一幅聖克里斯多夫抱著嬰兒基督橫渡水面的圖，這可以被理解為是在暗示哥倫布將基督教帶至大西洋彼岸，也為通往印度洋的通道保留了可能性。哥倫布堅信這條航道的存在，承諾這條航道會輕鬆帶來利潤豐厚的香料貿易，這可能是說服天主教雙王資助哥倫布第四次（也是最後一次）航行的原因。
哥倫布可能在1503年將該地圖遞交給天主教雙王，後來又轉交給了國王的顧問胡安·羅德里格斯·德·豐塞卡。這份地圖一直到19世紀初查爾斯·阿薩納斯·瓦爾克納爾男爵（Baron Charles-Athanase Walckenaer）從巴黎的一個舊貨商手中購得才曝光，此前無人知曉這地圖的存在。1832年，德國自然學家亞歷山大·馮·洪堡首次將其鑒定為一份重要的歷史文件。它於1853年被西班牙政府購得，成為马德里海军博物馆的館藏。